# رکابی
رکابی یک نام خانوادگی است. افراد شاخص با این نام از این قرارند:
- فؤاد رکابی (۱۹۳۱–۱۹۷۱)، سیاستمدار عراقی
- الناز رکابی (۱۹۸۹)، ورزشکار صخره نوردی اهل ایران.
- هادی رکابی (۱۹۸۵)، بازیکن فوتبال اهل ایران.